# Frente Unida de Libertação Nacional (Paraguai)
Frente Unida de Libertação Nacional (em castelhano:  Frente Unido de Liberación Nacional, abreviado FULNA) foi um movimento guerrilheiro vinculado ao Partido Comunista Paraguaio que lutou contra o regime do ditador Alfredo Stroessner. A FULNA foi fundada em 1960, embora no final da década o movimento havia sido praticamente erradicado pelos militares paraguaios com seus líderes e membros presos, executados, torturados ou mortos em ação. Uma unidade, a Columna Mariscal López, continuou existindo até a década de 1970, quando foi finalmente suprimida.